# ميكانيكا النانو
ميكانيكا النانو أو بـ (بالإنجليزية: Nanomechanics)‏ هي أحد فروع علم تقانة النانو والذي يهتم بدراسة الخصائص الميكانيكية (من مرونة وحرارة وحركة) للأنظمة الفيزيائية الطبيعية ذات مقاييس النانومتر. وكان علم ميكانيكا النانو قد ظهر عند نقطة اجتماع كلٍ من علوم الميكانيكا الكلاسيكية، فيزياء الجوامد، ميكانيكا إحصائية، المواد، والكيمياء الكمومية. وباعتبارها أحد فروع علم تقانة النانو، توفر ميكانيكا النانو أساساً علمياً لتقانة الصغائر.
ومن ثم فإن علم ميكانيكا النانو يعد أحد فروع علوم النانو والذي يتعامل مع دراسة وتطبيق الخصائص الميكانيكية الأساسية (من مرونة وحرارة وحركة) للأنظمة الفيزيائية الطبيعية ذات الأبعاد النانومترية.
وغالباً ما يتم استعراض علم ميكانيكا النانو على أنه فرعاً من علوم تقانة النانو، وعلى سبيل التوضيح كمساحةٍ تطبيقيةٍ ذات تركيز على الخصائص الميكانيكية للهياكل النانوية (بالإنجليزية: nanostructures)‏ المهندسة والأنظمة النانوية (هي تلك الأنظمة ذات مكونات نانوية القياس). ومن أمثلة الأخيرة الجسيمات النانوية، مساحيق النانو، الأسلاك النانوية، قضبان النانو، روبوتات النانو، الأنابيب النانوية والتي منها الأنابيب النانوية الكربونية، وأنابيب نيتريد البورون النانوية (بالإنجليزية: boron nitride nanotubes (BNNTs))‏؛ ومنها القشرة النانوية، الأغشية النانوية، طلاءات النانو/المواد نانوية التركيب، (السوائل أو الموائع المحتوية على جزيئات النانو المتفرقة)؛ محرك النانو...إلخ.
و من أمثلة مجالات علم ميكانيكا النانو والتي تم تأسيسها جيداً كلٌ من: المواد النانوية، علم الاحتكاك الناوي (والذي يشمل كلاً من الاحتكاك، الاهتراء وميكانيكا الاتصال ذوي الأبعاد النانوية القياس)، بالإضافة إلى الأنظمة الإلكتروميكانيكية النانوية (بالإنجليزية: nanoelectromechanical systems)‏، وكذلك علم الموائع النانوي.
و كأحد العلوم الأساسية، فقد قام علم ميكانيكا النانو على بعض المبادئ التجريبية (ملاحظاتٍ أساسيةٍ) ومنها: 1) مبادئ علم الميكانيكا العام؛ 2) المبادئ الخاصة النابعة من صغر الأحجام الفيزيائية الطبيعية للأغراض المخصصة للدراسة البحثية.
و تتضمن مبادئ على الميكانيكا العامة كلاً من:
- مبادئ حفظ الطاقة وزخم الحركة.
- مبدأ هاملتون المتغاير.
- مبادئ التناظر.

ونتيجةً لصغرحجم الجسم موضوع الدراسة، فإن علم ميكانيكا النانو يضع في الحسبان كذلك:
- تحوط الجسم موضوع الدراسة، والذي يتم مقارنة حجمه بالمسافات بين الذرات الداخلية به.
- التعددية، ولكن بمراعاة المحدودية، لدرجات حرية هذا الجسم.
- أهمية التقلبات الحرارية.
- أهمية آثار التدهور الحتمي (اطلع على: توزيع إنتروبي (بالإنجليزية: configuration entropy)‏.
- أهمية الآثار الكمومية.

و تتمثل فائدة هذه المبادئ في أنها توفر رؤية متبصرة رئيسية للخصائص الميكانيكية الجديدة للأجسام النانوية. ومبدأ الحداثة ذلك يُفهم من منظور أن هذه الخصائص ليست متوفرة في الأجسام الماكروية أو أنها مختلفة بصورةٍ كبيرةٍ عن خصائص هذه الأجسام (مثال ذلك؛ قضبان النانو ضد هياكل الأشعة الماكروية التقليدية). وبصورةٍ خاصةٍ، فإن صغر المادة نفسها يثير مجموعة من تأثريات السطح المتعددة والتي تُقرر بنسبة السطح الأعلى إلى الكمية والخاصة بالهياكل النانوية، ومن ثم تؤثر على الخصائص الميكانيكية النشطة والحرارية (نقطة الزوبان، السعة الحرارية،....إلخ) والخاصة الهياكل النانوية. في حين، يلعب التحوط دوره كسببٍ رئيسيٍ لتشتت وتبديد الموجات الميكانيكية للأجسام الصلبة، ولبعض صور اللسوك الخاصة بالمحاليل الرئيسية الميكانيكية المرنة (بالإنجليزية: elastomechanics solutions)‏ في الأجسام صغيرة المقياس. في حين توفر تعددية درجة الحرية والتقلبات الحرارية الأسباب الرئيسية لنفق الجسيمات النانوية الحراري عبر الحواجز المحتملة، كما هو الحال في عملية الانتشار المتبادل للسوائل والأجسام الصلبة. هذا بالإضافة إلى أن الصغر وتقلبات الحرارية توفر الأسباب الرئيسية للحركة البراونية للجسيمات النانوية. هذا بالإضافة إلى أن الأهمية المتزايدة للتقلبات الحرارية والتوزيع الإنتروبي على المقياس النانوي تزيد من المرونة الفائقة (بالإنجليزية: superelasticity)‏، المرونة الإنتروبية (قوة إنتروبية أو اعتلاجية (بالإنجليزية: entropic forces)‏)، بالإضافة إلى الصور الأخرى الغريبة لمرونة الهياكل النانوية. كما تمثل ملامح وسمات توزيع الإنتروبيا أهميةً كبيرةً في التنظيم الذاتي للسياق والسلوك التعاوني لأنظمة النانو المفتوحة.
في حين تحدد الآثار الكمومية قوى التفاعل بين الذرات الفردة في الأجسام الفيزيائية، والتي يتم تقديمها في مجال علم ميكانيكا النانو باستخدام وسائل ذات نماذجاّ رياضيةً متوسطةً، يطلق عليها «إمكانات داخل الذرة».
وتوفر الاستخدامات اللاحقة للإمكانات الداخلية بالذرة داخل ديناميكا المتعددة الهيئات نماذجاً ميكانيكةً حتميةً للهيئات والأنظمة النانوية على النطاق الذري. ويطلق على الطرق العددية لمحلول هذه النماذج الديناميكا الجزيئية (بالإنجليزية: molecular dynamics)‏، أو في بعض الأحيان الميكانيكا الجزيئية (بالإنجليزية: molecular mechanics )‏ (وبصورةٍ خاصةٍ، في علاقتها بالنماذج المتوازنة أو الثابتة إحصائياً). وتشتمل المداخل العددية الغير حتمية كلاً من مونتكارلو Monte-Carlo، كينتك مونتكارلو Kinetic More-Carlo، وطرقاً أخرى كذلك. في حين تشتمل الأدوات العددية المعاصرة على المداخل أو النهج الهجينة متعددة النطاقات والتي تسمح بالاستخدام المتوازي أو المتتالي للطرق الذرية مع استمرارية أو تواصل استخدام الطرق الماكروية (غالباً طريقة مجهر انبعاث المجال) داخل نموذج رياضي فردي.
كما تحدد الآثار الكمومية الخصائص الإلكترونية، البصرية، والكيميائية الجديدة للهياكل النانوية، ومن ثم فهي تلقى انتباهاً كبيراً في كل المناطق المجاورة لعلوم النانو وتقانتها كذلك، ومنها الإلكترونيات النانوية، أنظمة الطاقة المتقدمة، وتقانة النانو الحيوية.

## للمزيد اطلع على
- آلة جزيئية
- مرحلة هندسية (مقطع تأثير المضخة العشوائية)